# Titularerzbistum Nisibis dei Maroniti
Nisibis dei Maroniti (ital.: Nisibi dei Maroniti) ist ein Titularerzbistum der römisch-katholischen Kirche, das vom Papst an Titularbischöfe aus der mit Rom unierten Maronitischen Kirche vergeben wird. Der gleichnamige antike Bischofssitz lag in Mesopotamien.
| Titularerzbischöfe von Nisibis dei Maroniti |                   |                              |               |              |
| Nr.                                         | Name              | Amt                          | von           | bis          |
| 1                                           | Pietro Sfair      | Patriarchalordinarius in Rom | 11. März 1960 | 18. Mai 1974 |
| 2                                           | Michel Jalakh OAM | Kurienerzbischof             | 8. März 2024  |              |